# Хайд Парк
Вижте пояснителната страница за други значения на Хайд Парк.
Хайд Парк (на английски: Hyde Park) е един от най-големите паркове в централната част на Лондон с площ 350 акра и е един от кралските паркове на Лондон. Известен е със своя Speakers' Corner (Кътчето на ораторите), където всеки може да изкаже по всякакви теми.
През 16 век е бил любимото място за лов на елени и глигани на крал Хенри VIII. Той го закупува от монасите от Уестминстърското абатство през 1536 г. Паркът бива използван от двора на краля до Джеймс I, който позволява ограничен достъп. Чарлз I променя парка коренно – той поръчва създаването на Пръстена (The Ring) северно от днешните навеси за лодки на езерото Серпентайн и отваря парка за всички посетители. 
През 1665 г. по време на чумата много лондончани бягат в парка с надежда да не бъдат повалени от заразата.
В края на 17 век Уилям III мести двора си в двореца Кенсингтън. Тъй като възприема маршрута на разходката си до парка Сейнт Джеймс кралят поръчва 300 газени лампи. През 1730-те кралица Каролина от Ансбах, съпругата на Джордж II, поръчва създаването на езерото Серпънтайн с площ 11,34 хектара.
През 19 век Хайд Парк става място за национални празненства. През 1814 г. принц-регентът организира фойерверки, с които е отбелязан краят на Наполеоновите войни. През 1851 г., по време на управлението на кралица Виктория, в парка се провежда Голямото изложение, а през 1977 г. се провежда изложение по повод сребърния юбилей на кралица Елизабет II.
През 1866 г. по време на шествие на Реформаторската лига на Едмунд Бийлс се стига до схватки с полицията. Впоследствие министър-председателят позволява шествията да се провеждат без намесата на полицията и от 1872 г. е позволено всекиму да говори по каквато и да е тема в Кътчето на ораторите.

Добре поддържаните Кенсигтънски градини (Кенсигтън гардънс), които някога са били парк на двореца Кенсигтън, се сливат с Хайд парк от запад. В източната част на парка се намира известната арка Марбъл Арч, а сред парка е езерото Серпентайн. В югоизточния ъгъл на парка се намира Апсли Хаус, а Албърт Мемориал разположен на територията на парка точно срещу Роял Албърт Хол.